# Tuvnagelskivling
Tuvnagelskivling (Gymnopus acervatus) är en svampart som först beskrevs av Elias Fries, och fick sitt nu gällande namn av William Alphonso Murrill 1916. Enligt Catalogue of Life ingår Tuvnagelskivling i släktet Gymnopus,  och familjen Marasmiaceae, men enligt Dyntaxa är tillhörigheten istället släktet Gymnopus,  och familjen Omphalotaceae. Arten är reproducerande i Sverige. Inga underarter finns listade i Catalogue of Life.